# Jugo-Zapadnaja (stanice metra v Moskvě)

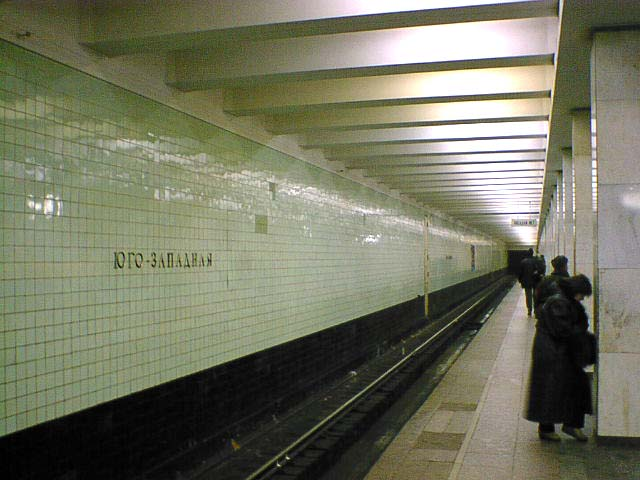
Stanice metra Jugo-Zapadnaja

Jugo-Zapadnaja (rusky Ю́го-За́падная) je stanice moskevského metra, do roku 2014 konečná Sokolničeské linky. Název nese podle svého geografického jihozápadního umístění.

## Charakter stanice
Stanice je podzemní, pilířová, mělce založená – pouhých 8 m hluboko. Nástupiště je ostrovní, podpírají jej dvě řady celkem čtyřiceti sloupů. Ty jsou obložené mramorem; stěny za oběma kolejemi kachlíky. Převažující barvou v podzemních prostorech je bílá. Výstupy ze stanice jsou dva, vedou do podpovrchových vestibulů.
Jugo-Zapadnaja patří k nejvíce vytíženým stanicím; denně ji využije okolo 140 000 lidí, což je 1,68 % všech cestujících metra (podle studie z roku 1999). Stanice se otevřela 30. prosince 1963 jako součást úseku metra první linky mezi stanicemi Universitet a Jugo-Zapadnaja. V roce 1992 měla být přejmenována na nový název Troparjovo - tento název nakonec získala stanice, která byla zprovozněna v roce 2014 v rámci dalšího prodloužení linky jihozápadním směrem.